# ألان سيجورا
ألان سيجورا (بالإسبانية: Allan Segura)‏ هو منافس ألعاب قوى كوستاريكي، ولد في 23 ديسمبر 1980 في Curridabat ‏ في كوستاريكا.

## وصلات خارجية
- ألان سيجورا على موقع الاتحاد الدولي لألعاب القوى (الإنجليزية)
- ألان سيجورا على موقع أوليمبيديا (الإنجليزية)